# Особняк Абрикосовых
Главный дом усадьбы Н. О. Косыревой-Абрикосовых — особняк расположенный в городе Москве по адресу: улица Остоженка, № 51/10.
Одноэтажный особняк с мезонином и четырёхколонным портиком в стиле ампир был построен в 1820-е годы. Перестроен в 1873 году по проекту архитектора Михаила Климентьевича Пузыревского и в 1914—1916 годах по проекту Сергея Егоровича Чернышёва. Особняк принадлежал московской династии кондитеров Абрикосовых.
В настоящий момент в здании находится пресс-бюро Службы внешней разведки (Бюро по связям с общественностью и средствами массовой информации Службы внешней разведки Российской Федерации).
В 2010 году на здании установлена мемориальная доска Киму Филби.

## Фотогалерея

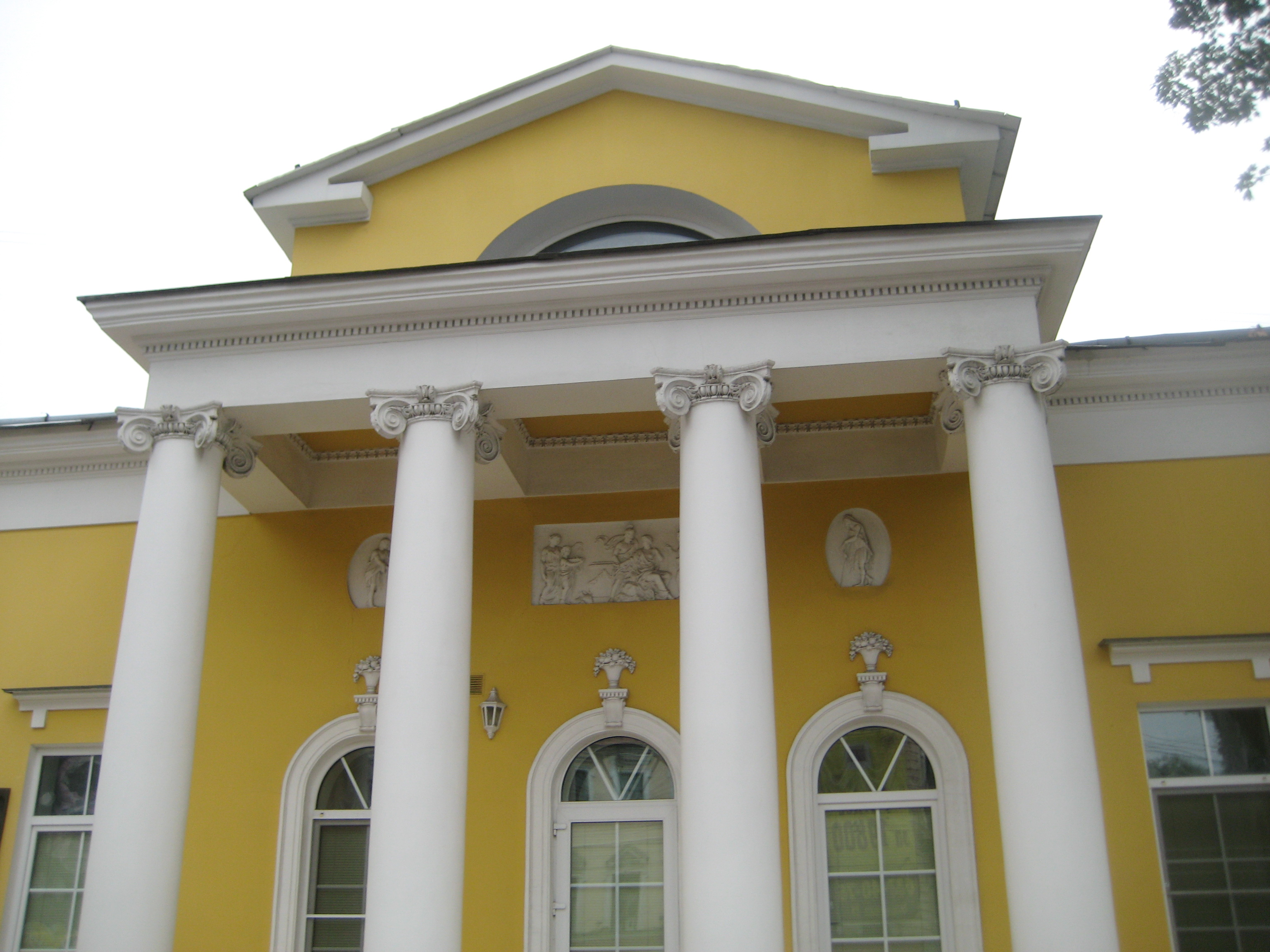
Входной ионический портик
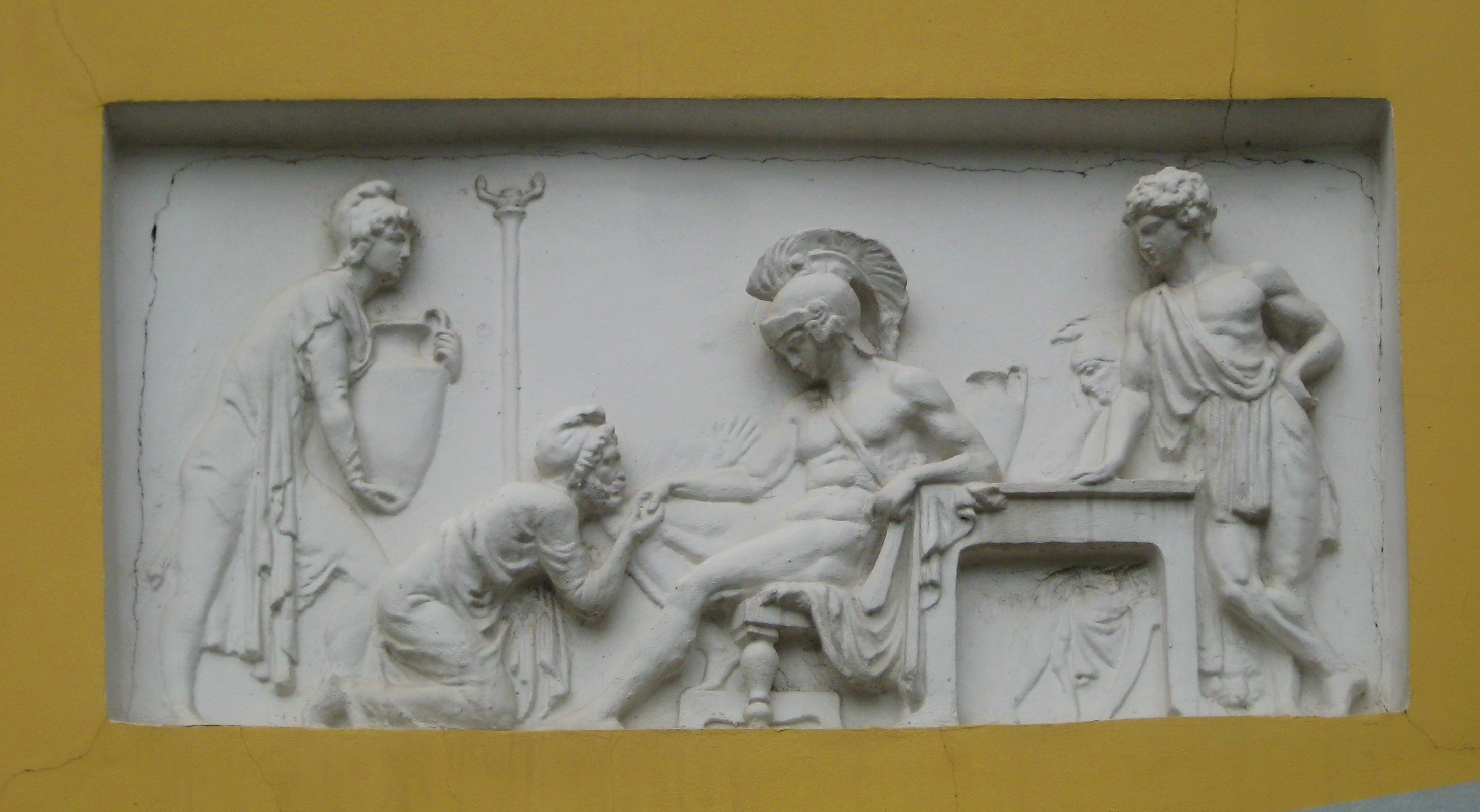
Барельеф со сценой из "Илиады": Приам, выпрашивающий у Ахилла тело Гектора.
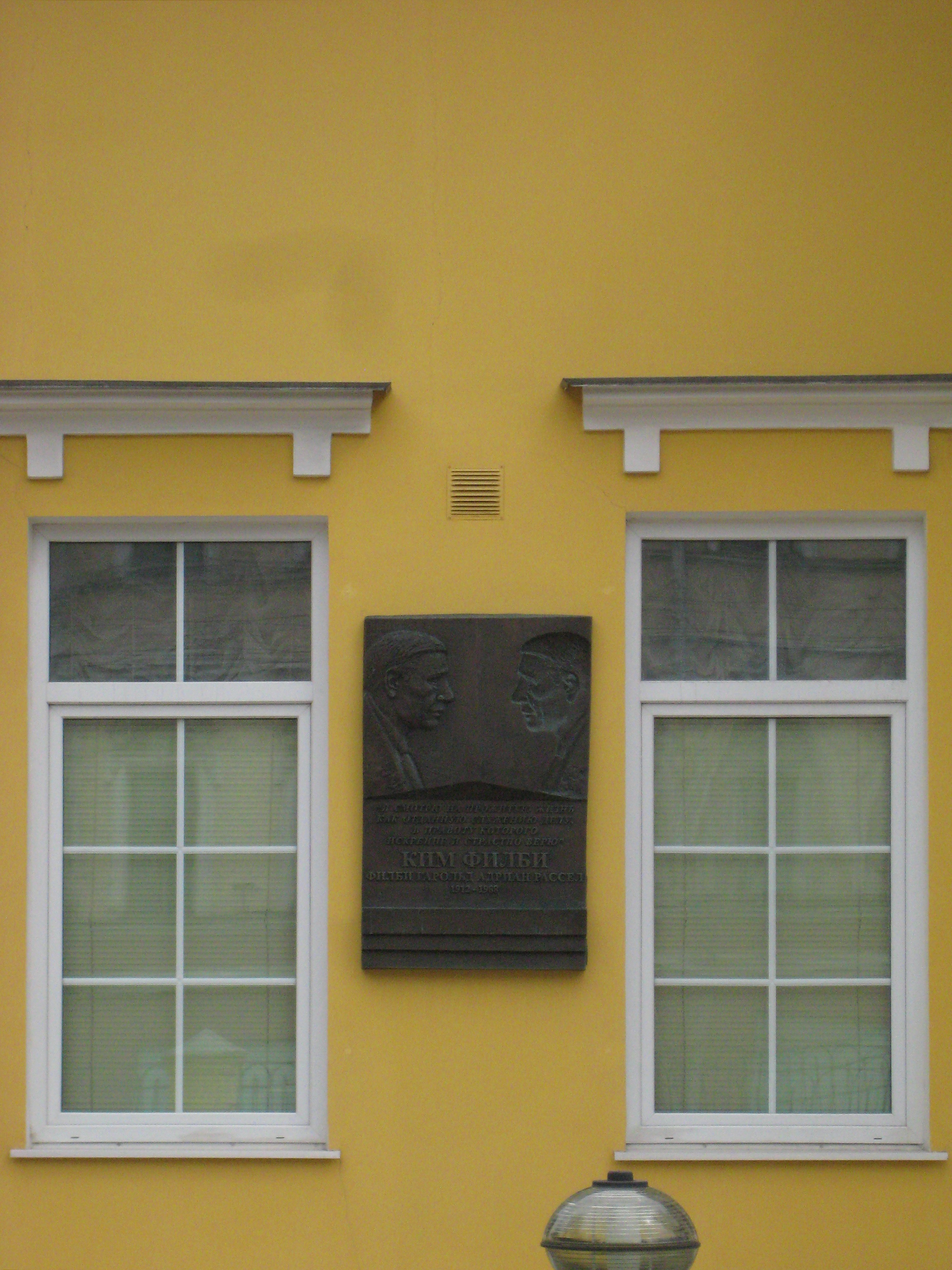
Мемориальная доска, посвященная советскому разведчику Киму Филби
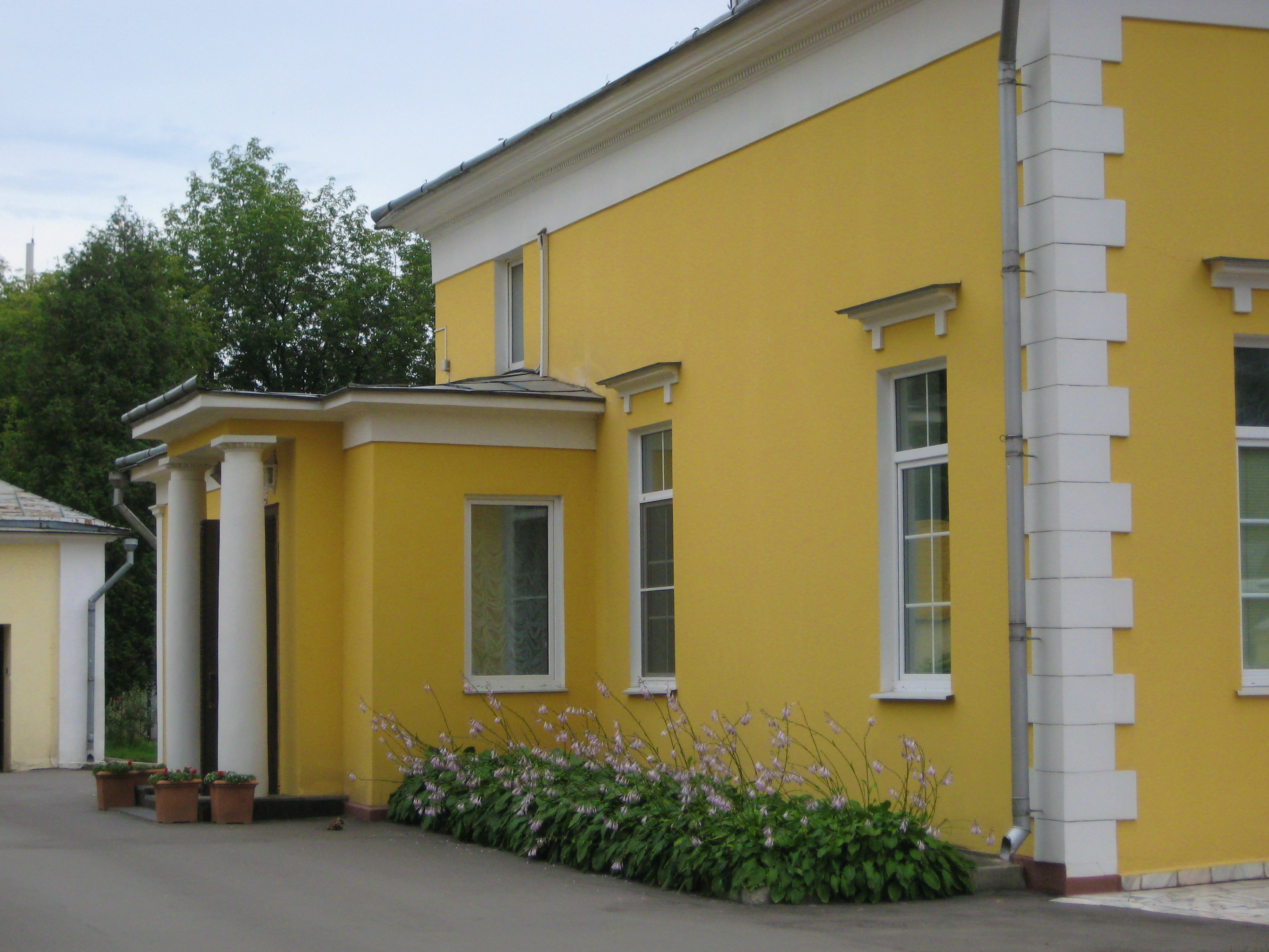
Боковой фасад